# Pojana Maggiore
Pojana Maggiore é uma comuna italiana da região do Vêneto, província de Vicenza, com cerca de 4.216 habitantes. Estende-se por uma área de 28 km², tendo uma densidade populacional de 151 hab/km². Faz fronteira com Asigliano Veneto, Cologna Veneta (VR), Montagnana (PD), Noventa Vicentina, Orgiano, Roveredo di Guà (VR), Saletto (PD), Sossano.

## Demografia
| Variação demográfica do município entre 1861 e 2011                               |
|                                                                                   |
| Fonte: Istituto Nazionale di Statistica (ISTAT) - Elaboração gráfica da Wikipedia |